# Mont Sidley
El Mont Sidley és el volcà més alt de l'Antàrtida, amb una altitud de 4.285 metres sobre el nivell del mar i uns 2.200 metres per sobre de la capa de gel. És considerat un dels Set cims volcànics, els pics volcànics més alts dels set continents de la Terra.

## Situació geogràfica i geologia

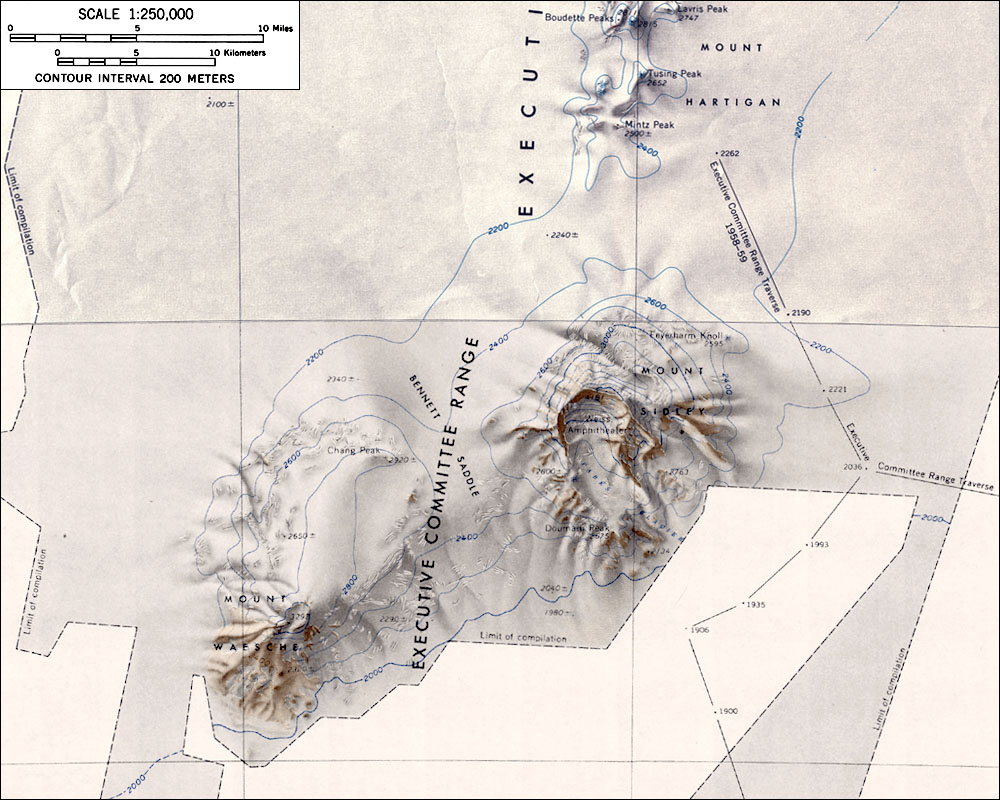
Mapa topogràfic de la part sud de la serralada del Comité executiu.

La muntanya es troba a la costa pacífica del continent, a prop de la Glacera de Thwaite, a la Terra de Marie Byrd, a l'oest de l'Antàrtida, que es troba a l'est de l'Escut de Gel de Ross i el Mar de Ross. Més concretament, se situa a uns 77º sud i 126º oest, i forma part de la serralada del Comitè Executiu, de la qual formen part cinc muntanyes d'origen volcànic.
El seu pic és relativament pla, amb una caldera d'uns 5 km d'ample i una paret que es creu que es va crear per una erupció fa uns 4,7 milions d'anys, col·lapsant el pendent sud del volcà. Hi ha estudis que han determinat que el mont Sidley va estar actiu per un període d'uns 1,5 milions d'anys, durant els quals es van formar l'altiplà i la caldera actuals, ambdues cobertes de gel. Tot i que el Sidley i els volcans veïns es creu que són latents, almenys un estudi de sismologia del 2010 va detectar terratrèmols subterranis a prop, cosa que podria indicar la presència d'un nou volcà.

## Descobriment i exploració
L’oficial i explorador naval estatunidenc Richard E. Byrd va descobrir el Mount Sidley durant una expedició antàrtica el 18 de novembre de 1934. Byrd va nomenar la seva troballa en honor a Mabelle E. Sidley, filla del seu benefactor, William Horlick. Abans del descobriment del volcà, l'expedició gairebé va acabar amb la mort de Byrd durant l'hivern de l'Antàrtida (és a dir, el període que va des de març a agost) de 1934. Va passar cinc mesos sol en una barraca enterrada sota la capa gel abans de ser rescatat. Les altres muntanyes de la serralada del Comitè Executiu no van ser descobertes fins al 1940 per membres del Programa Antàrtic dels Estats Units que volaven per sobre.
El 1990, l'investigador neozelandès Bill Atkinson va ser el primer escalador registrat en arribar al pic, i només 11 grups han pujat amb èxit al volcà fins al 2020.